# Santiago Maurice

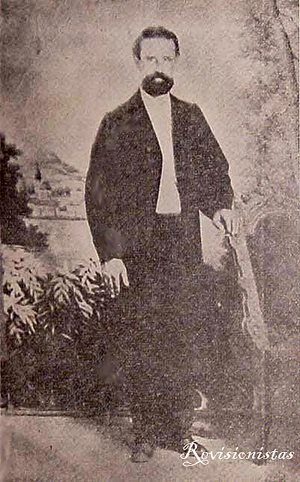
Santiago Maurice

Santiago Maurice (Buenos Aires,  14 de abril de 1816 - Rosario, Argentina, octubre de 1859) fue un marino y militar argentino de origen francés, que participó en las guerras civiles argentinas entre 1836 y la fecha de su muerte, en 1859.

## Biografía
Hijo de Santiago Maurice, inmigrante francés que llegó al Virreinato del Río de la Plata aproximadamente a principio del siglo XIX, y de la criolla Bernarda Joaquina Pudisa cuyos padres eran originarios de Francia. Nació en Buenos Aires el 14 de abril de 1816 y fue bautizado en la iglesia Nuestra Señora de la Merced al día siguiente con el nombre de Tiburcio Santiago Maurice. 
Se enroló en la marina de guerra de la provincia de Buenos Aires en 1836. Dos años más tarde fue destinado a la guarnición de la isla Martín García, y participó en la heroica e inútil defensa contra la flota francesa. De regreso a Buenos Aires, fue destinado junto con su jefe, el coronel Juan Bautista Thorne, al ejército de Entre Ríos. Participó en la batalla de Yeruá a órdenes del gobernador delegado Vicente Zapata, y fue herido de gravedad.
Regresó a la escuadra de guerra a órdenes del general Guillermo Brown, cuando ésta fue reorganizada en 1841, como jefe de una goleta. Luchó en el combate naval de Costa Brava contra José Garibaldi. Más tarde se incorporó al bloqueo de Montevideo y fue arrestado por la escuadra británica en 1844. Tras recuperar la libertad, fue destinado a la defensa terrestre de la costa del río Paraná; participó en las batallas de Vuelta de Obligado y Quebracho.
En 1849, cuando la isla Martín García fue devuelta al gobierno porteño, fue nombrado su comandante. En 1851 fue comandante de la escuadrilla de río con la que Juan Manuel de Rosas intentó enfrentar la invasión del Ejército Grande de Justo José de Urquiza, pero – por orden de Rosas – no hizo frente a la Escuadra de Guerra del Imperio del Brasil, cuyos cañones eran muy superiores a las fuerzas con que contaba Maurice.
Pasó al servicio de la escuadra de la Confederación Argentina en su enfrentamiento con el Estado de Buenos Aires, y combatió en el combate de Martín García al mando de John Halstead Coe. La flota estableció el bloqueo de la ciudad, pero a las pocas semanas el mismo Coe se vendió a los porteños por una enorme cantidad de dinero y entregó casi toda la flota. Maurice fue uno de los pocos capitanes que no aceptó ser sobornado. Permaneció varios años en servicio, en buques asociados al puerto de Rosario.
Cuando en 1859 se rompieron las hostilidades entre la Confederación y Buenos Aires, fue encargado de la defensa del puerto de Rosario. La flota de Buenos Aires logró romper el cerco de Martín García y avanzó hasta ubicarse casi enfrente de la ciudad. Pero antes de que chocaran las dos flotas, la tripulación de los buques porteños se amotinó, arrestando al capitán José Murature y matando a su hijo, y entregado a continuación los barcos y los prisioneros a Maurice (Sublevación del Pinto). La rebelión debería haber mostrado la indisciplina reinante en ambas flotas argentinas, pero no se tomaron medidas adecuadas: pocos días antes de la batalla de Cepeda, los marineros del buque de Maurice – el vapor Congreso –  se amotinaron y pretendieron pasarse al bando porteño. Si bien fueron derrotados, el motín causó la muerte del capitán Maurice.